# Râul Cârpa
Râul Cârpa este un curs de apă, afluent al Râului Mare. 